# Романов, Иван Романович
Романов Иван Романович (1881 — 6 июня 1919) — участник революционного движения в России.

## Биография

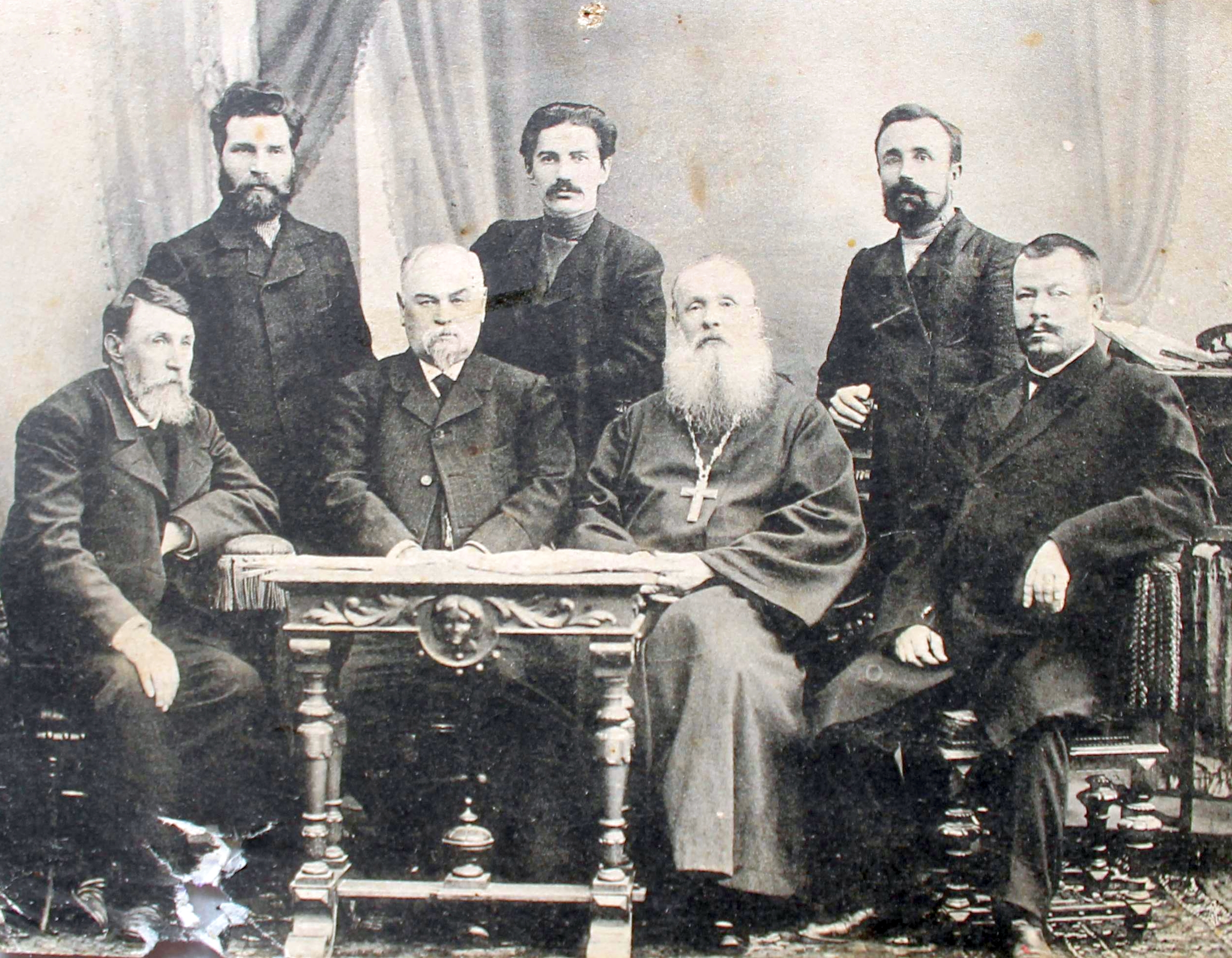
Члены II Государственной Думы от Нижегородской губернии. Стоят: М. С. Фокеев, И. Р. Романов, Т. Г. Киреев; сидят: Н. И. Долгополов, А. А. Савельев, Ф. И. Владимирский, А. В. Иконников

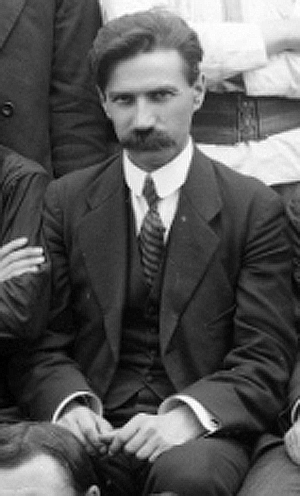
Романов Иван Романович

Родился в крестьянской семье в деревне Савельево Московского уезда Московской губернии, ныне Истринского района Московской области. Учился в земской начальной школе. В 1893 году приехал в Москву и поступил учеником в слесарную мастерскую Доморадского. Получив специальность, работал токарем по металлу на заводе Гужон в Москве. В 1898 году вступил в РСДРП.
Позднее работал на Тульском оружейном и Путиловском заводе в Петербурге.
В 1905 году был избран депутатом Петербургского совета от рабочих Путиловского завода. Вошел в исполнительный комитет.
В мае 1906 года переехал в село Сормово Балахнинского уезда Нижегородской губернии, где жил его брат Василий. Работал в арматурном цехе Сормовского завода. Стал активистом Сормовской организации РСДРП и профсоюза сормовских рабочих.
В 1907 принял участие в выборах во Вторую Государственную думу. По списку сормовской организации РСДРП избран уполномоченным от Сормовского завода на губернский съезд уполномоченных от рабочих, затем прошёл в губернское избирательное собрание. Благодаря негласному договору между конституционными демократами, эсерами и социал-демократами избран депутатом.
Романов оказался самым молодым депутатом Второй государственной думы.
Был членом думской комиссии об установлении нормального отдыха служащих в торговых и ремесленных заведениях. Получал большое количество писем и наказов от избирателей. Ответом на них стало «Письмо депутата Государственной Думы И. Р. Романова к рабочим», распространённое нижегородским комитетом РСДРП в качестве листовки.
27 февраля 1907 года Романов встречался с П. А. Столыпиным и передал ему ходатайства от нижегородских крестьян, хлопотавших за своих высланных односельчан.
После роспуска Второй Государственной Думы в июне 1907 года Романов уехал в Финляндию, затем в Бельгию, а позже во Францию, где работал на заводах. Учился в Политехническом институте города Льежа.
Романов вернулся в Россию в июне 1917 года и вел партийную работу в Москве. В конце сентября 1917 года ЦК РСДРП(б) направил Романова в Нижний Новгород, где он стал председателем большевистской фракции Совета рабочих депутатов.
27 октября 1917 года был избран председателем Военно-революционного комитета и возглавил захват власти большевиками в Нижегородской губернии.
7 ноября Романов был избран председателем Нижегородского совета рабочих депутатов, 16 ноября 1917 года — председателем президиума исполкома Совета. В декабре прошёл по большевистскому списку в Учредительное собрание от Нижегородской губернии.
31 июля 1918 года Романов перешёл на работу в Москву. Был членом ВЦИК третьего и пятого созыва. В 1919 — член Президиума Моссовета. Умер в Москве от туберкулёза.

## Память
Именем Ивана Романова названа улица в Нижнем Новгороде.

## Источник
Романов Иван Романович